# Allées couvertes de Liscuis
Les allées couvertes de Liscuis sont un ensemble de trois monuments mégalithiques situés à Laniscat dans le département français des Côtes-d'Armor. Ces trois mégalithes, restaurés par Charles-Tanguy Le Roux à partir de 1973 en liaison avec les ateliers de dolérite de Plussulien, montrent que sur un même site des solutions architecturales différentes pouvaient être mises en œuvre.

## Protection
L'ensemble est classé au titre des monuments historiques en 1958.

## Description
Les trois monuments (dénommés I, II et III) ont été édifiés sur un petit plateau dominant la confluence du Blavet et des gorges du Daoulas. Ils sont disposés tels les trois sommets d'un triangle quasi-équilatéral (104 m, 105 m et 120 m de côtés).
La première allée, dite allée I, constitue le sommet inférieur occidental du triangle. C'est une sépulture en «V» enserrée dans un tumulus de forme ovale (13 m de long sur 8 m de large) délimité par des dalles de schiste. Elle mesure 12 m de longueur et ouvre au sud-ouest. L'antichambre (1,50 m de long) est plus étroite (0,80 m de large) que la chambre proprement dite qui s'élargit progressivement pour atteindre 2 m de large aux deux tiers de sa longueur. La hauteur sous dalle s'élève progressivement de 1,20 m à 1,60 m. Une cella est adossée à la dalle de chevet de la chambre.

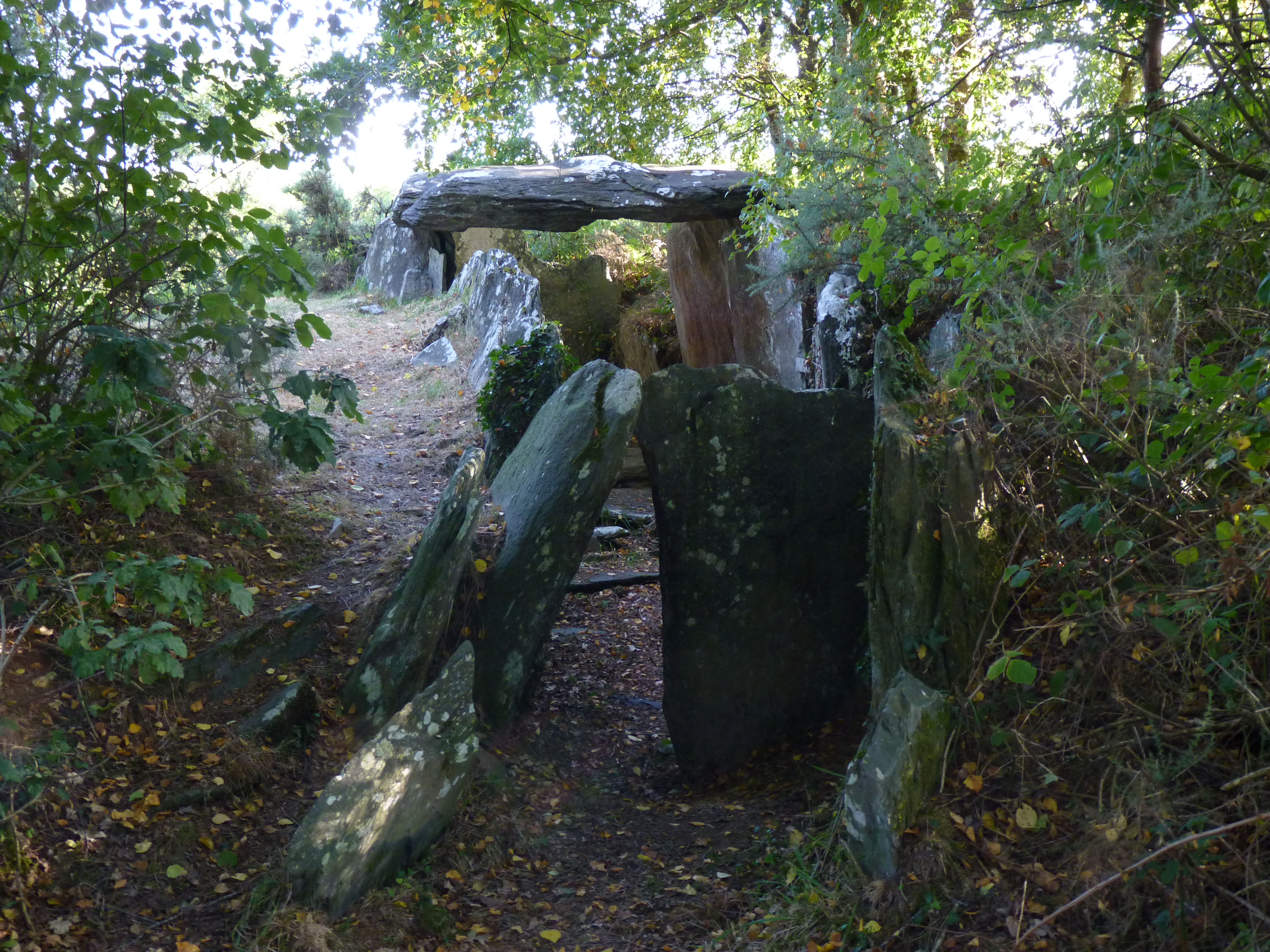
Allée couverte II

La deuxième allée, orientée nord-sud, constitue le sommet inférieur oriental du triangle. C'est une sépulture dite à «cellule terminale». Elle comporte un long vestibule (2,50 m de longueur). Le sol de la chambre (8,50 m de long sur 2,30 m de large) est dallé. Là-aussi une cella (3,50 m de longueur) est adossée à la dalle de chevet de la chambre. Le vestibule et la chambre sont séparés par un orthostate transversal laissant un étroit passage contre la paroi orientale de la chambre. Le cairn, toujours visible, mesure 20 m sur 12 m. Les fouilles archéologiques ont permis d'y recueillir quatre haches polies, un pendentif en fibrolithe et des tessons de céramique. Les mesures du C14 ont donné une datation comprise entre 2 500 et 2 220 (+/-110 BC).
La troisième allée, orientée est-ouest, est de style plus classique. Elle mesure 13 m de longueur et se décompose en un court vestibule, une chambre allongée et une cella terminale. Le passage du vestibule à la chambre est matérialisé par une dalle interne laissant un passage. Le pavage irrégulier a été bouleversé par des foyers et peut-être par l'installation d'une sépulture plus tardive. La particularité du monument est la présence à l'Est d'une belle façade en dalles de schiste qui précède le cairn. Les plaquettes de schiste visibles au sol devant l'entrée de l'allée pourraient avoir constitué un parvis. Le périmètre du cairn est désormais difficilement identifiable mais quelques dalles plantées du côté de l'entrée (la plus haute mesure 1,60 m) s'apparentent à un péristalithe.